# 堀川具実
堀川 具実（ほりかわ ともざね、旧字体：堀川 具󠄁實）は、鎌倉時代前期から中期にかけての公卿。大納言・堀川通具の次男。岩倉内大臣と号す。官位は正二位・内大臣。

## 経歴
承元2年（1208年）従五位下に叙爵。承元4年（1210年）従五位上・侍従に叙任され、承元5年（1211年）正五位下に進む。建保2年（1214年）安芸権介に任ぜられた。
建保3年12月（1216年1月）左近衛少将に任ぜられる。建保4年（1216年）には石見権介を兼ね、右近衛少将に転ず。建保5年（1217年）従四位下、建保6年（1218年）従四位上に叙せられ、建保7年（1219年）右近衛中将に転任。承久2年（1220年）正四位下・近江介に叙任された。承久3年（1221年）4月に蔵人頭に補され、同年8月参議に任ぜられて公卿に列した。
承久4年（1222年）従三位・加賀権守に叙任。貞応3年（1224年）正三位に叙せられ、嘉禄元年12月（1226年1月）権中納言に進む。嘉禄3年（1227年）左衛門督を兼ねて、安貞2年（1228年）従二位、貞永元年（1232年）正二位に昇叙。天福元年（1233年）皇后宮権大夫を兼ね、利子内親王に仕える。天福2年（1234年）には皇后宮大夫に転じ、翌年に検非違使別当・中納言を務めた。
なお嘉禄3年（1227年）2月に西園寺実有と結婚した北条義時の娘（唐橋通時と再婚した一条実雅の元妻の妹）の母が、その前年に婿を募るため入京して多数の公家の競望となった際に、具実もその競望に加わっている。
嘉禄3年（1237年）検非違使別当・左衛門督を辞任するが、権大納言に進んだ。仁治元年（1240年）大納言に転じ、建長元年12月（1250年1月）奨学院別当に補任される。建長2年（1250年）内大臣に任ぜられるが、6か月後に上表して辞任した。建長3年（1251年）所労により出家して岩倉別荘などで過ごす。文永4年（1267年）には後嵯峨上皇がこの岩倉別荘に茸山叡覧のために御幸を行っている。建治3年（1277年）4月26日に薨御。享年76。

## 官歴
※以下、『公卿補任』の記載に従う。
- 承元2年（1208年）正月5日：従五位下に叙す（承明門院臨時御給）。
- 承元4年（1210年）正月6日：従五位上に叙す（鳥羽院久寿元御給）。正月14日：侍従に任ず。
- 承元5年（1211年）正月5日：正五位下に叙す（新院当年御給）。
- 建保2年（1214年）正月13日：安芸権介に任ず。
- 建保3年12月15日（1216年1月5日）：左近衛少将に任ず。
- 建保4年（1216年）正月13日：石見権介を兼ね、右近衛少将に転ず。
- 建保5年（1217年）正月6日：従四位下に叙す。
- 建保6年（1218年）正月15日：従四位上に叙す（新院当年御給）。
- 建保7年（1219年）正月22日：右近衛中将に転ず。
- 承久2年（1220年）正月6日：正四位下に叙す（前坊門院建暦元御給）。正月22日：近江介を兼ぬ。
- 承久3年（1221年）4月16日：蔵人頭に補す。4月19日：禁色を聴す。8月29日：参議に任じ、右中将如元。
- 承久4年（1222年）正月24日：加賀権守を兼ぬ。正月29日：従三位に叙す（父卿元久元年石賀行幸）。
- 貞応3年（1224年）正月29日：正三位に叙す。
- 嘉禄元年12月22日（1226年1月21日）：権中納言に任ず。
- 嘉禄2年（1226年）2月29日：帯剣を聴す。
- 嘉禄3年（1227年）2月8日：左衛門督を兼ぬ。9月2日：服解（父）。10月25日：復任。
- 安貞2年（1228年）3月20日：従二位に叙す（朝覲次。臨時）。
- 貞永元年（1232年）閏9月27日：正二位に叙す。
- 天福元年（1233年）6月20日：皇后宮権大夫を兼ぬ。
- 天福2年（1234年）8月-日：皇后宮権大夫を辞す。10月29日：皇后宮大夫を兼ぬ。
- 文暦2年/嘉禎元年（1235年）9月10日：検非違使別当に補す。12月2日（1236年1月11日）：中納言に転じ、督別当大夫如元。
- 嘉禎3年（1237年）正月24日：督・別当を辞す。12月25日（1238年1月12日）：権大納言に任ず。
- 延応元年（1239年）11月12日：皇后宮大夫を止む。
- 仁治元年（1240年）10月20日：大納言に転ず。
- 建長元年12月11日（1250年1月17日）：奨学院別当に補す。
- 建長2年（1250年）5月17日：内大臣に任ず。5月20日：別当を辞す。11月28日：上表辞退。
- 建長3年（1251年）3月4日：所労により出家。
- 建治3年（1277年）4月26日：薨御。享年75。

## 系譜
- 父：堀川通具
- 母：藤原信子 - 能円の娘。後鳥羽院女房按察局
- 妻：藤原公佐の娘
  - 男子：堀川基具（1232-1297）
  - 男子：親助
- 生母不明の子女
  - 男子：道源[2]
  - 男子：顕覚（1238-1297）
  - 男子：道暁
  - 男子：道豪
  - 男子：定珍
  - 男子：尊顕